# 独龙裂腹鱼
独龙裂腹鱼（学名：Schizothorax dulongensis）为輻鰭魚綱鯉形目鲤科裂腹鱼属的鱼类。分布于亞洲緬甸伊洛瓦底江及中國雲南省独龙江流域。该物种的模式产地在贡山县独龙。體長可達24.6公分。

## 扩展阅读
維基物種上的相關：独龙裂腹鱼